# Ceratagallia arida
Ceratagallia arida är en insektsart som beskrevs av Paul W. Oman 1933. Ceratagallia arida ingår i släktet Ceratagallia och familjen dvärgstritar. Inga underarter finns listade i Catalogue of Life.